# Становая Ряса
Станова́я Ря́са — река в России, протекает по Староюрьевскому, Александро-Невскому и Чаплыгинскому районам Тамбовской, Рязанской и Липецкой области. Устье реки находится в 295 км по правому берегу реки Воронеж. Длина реки составляет 100 км, площадь водосборного бассейна 2210 км².
Протекает по территории Староюрьевского, Александро-Невского, Чаплыгинского и Добровского районов трёх областей.

## Этимология
Название реки происходит от народного географического термина ряса — «мокрое место, топь». Уточняющее определение Становая — от стан «местонахождение казаков» (этот корень присутствует и в слове станица), что связано с существовавшими там в XVI веке сторожевыми постами казаков и стрельцов для охраны южных границ государства.

## Описание
Исток — восточнее деревни Елизаветино. Впадает в реку Воронеж (правый приток) чуть ниже села Ратчино.
Протяжённость реки — 100 км (75 км — в Липецкой области).
В Чаплыгине в 1972 году через реки перебросили мост. В 1 км к северо-востоку от города Становую Рясу пересекает железнодорожная линия Данков — Богоявленск, а в селе Колобово через реку переброшен мост по федеральной магистрали М-6.

## Данные водного реестра
По данным государственного водного реестра России относится к Донскому бассейновому округу, водохозяйственный участок реки — Воронеж от истока до города Липецк, без реки Матыра, речной подбассейн реки — бассейны притоков Дона до впадения Хопра. Речной бассейн реки — Дон (российская часть бассейна).
Код объекта в государственном водном реестре — 05010100512107000002634.

### Притоки (км от устья)
- 16 км: ручей Хавенка (руч. Ковенка) (лв)
- 24 км: река Раковая Ряса (пр)
- 40 км: река Ягодная Ряса (пр)
- 45 км: река Московая Ряса (Ряса) (пр)
- 50 км: река без названия, в 0,8 км к С от с. Большой Снежеток (лв)

## Населённые пункты
На Становой Рясе расположены: Елизаветино — в Тамбовской области, Канищево, Студенки, Благие, Бахметьево, Ряссы, Зимарово, Колобово — в Рязанской области, Солнцево, Ржевка, Зареченский, Шишкино, Ольшанские Выселки, Зелёный Колодезь, Калиновка, Чаплыгин, Юсово, Кривополянье, Максимовские Выселки, Истобное, Мелеховое, Заречная, Колыбельское, Демкино, Буховое, Калининский, Ратчино — в Липецкой области.